# Ruth Bisibori Nyangau

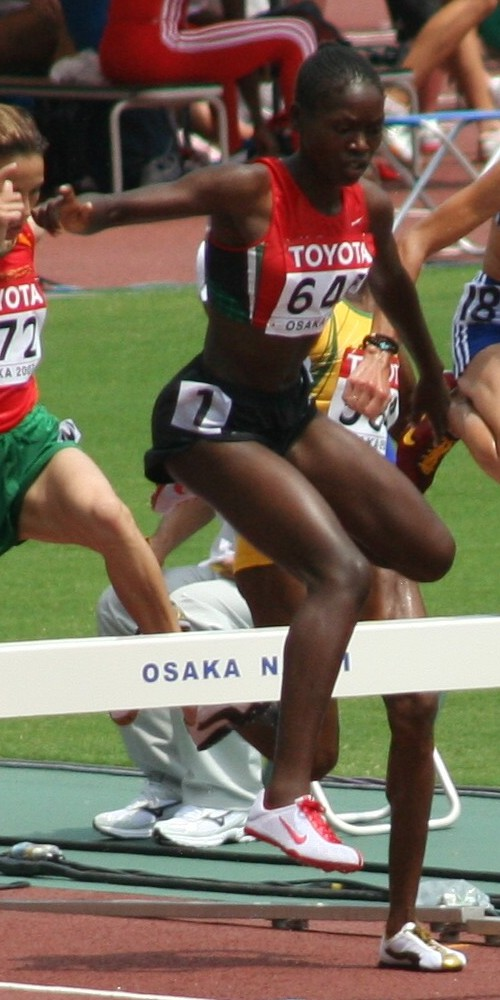
Ruth Bisibori bei den Weltmeisterschaften 2007

Ruth Bisibori Nyangau (auch Ruth Bosibori geschrieben; * 2. Januar 1988 im Kisii Central District, Provinz Nyanza) ist eine kenianische Hindernisläuferin.
Ihren ersten internationalen Auftritt hatte sie bei den Panafrikanischen Spielen 2007, bei denen sie die Erstaustragung des 3000-Meter-Hindernislaufs der Frauen gewann. Bei den Leichtathletik-Weltmeisterschaften in Osaka wurde sie Vierte, und kurz danach stellte sie mit 9:24,51 min den aktuellen Juniorinnen-Weltrekord auf.
2008 gewann sie Bronze bei den Afrikameisterschaften, verbesserte ihren persönlichen Rekord auf 9:18,43 min und qualifizierte sich für die Olympischen Spiele in Peking.
Ruth Bisibori Nyangau ist 1,66 m groß, wiegt 50 kg und ist, wie viele andere Läufer ihres Landes, bei der kenianischen Polizei angestellt. Sie trägt im Training Schuhe, zieht es aber bei Wettkämpfen vor, barfuß zu laufen.